# Cololejeunea iwatsukiana
Cololejeunea iwatsukiana là một loài Rêu trong họ Lejeuneaceae. Loài này được (Pócs) Pócs mô tả khoa học đầu tiên.